# Gianni Vattimo
Gianteresio (Gianni) Vattimo, italijanski filozof in politik, * 4. januar 1936, Torino, Italija, † 19. september 2023, Torino.
Filozofijo je študiral na  Torinski univerzi pod mentorstvom eksistencialista Luigija Pareysona. Leta 1969 je postal redni profesor estetike, v letu 1982 pa še teoretične filozofije.
Med letom 1999 in 2004 je bil član Evropskega parlamenta.

## Filozofija
Njegovo filozofijo lahko označimo kot postmoderno, kolikor poudarja šibko misel (»pensiero debole«); ta po Vattimu terja opustitev utemeljujočih gotovosti moderne, ki poudarja objektivno resnico, utemeljeno v enotnem racionalnem subjektu, namesto njih pa zagovarja večstransko pojmovanje resnice, ki je bliže tistemu v umetnosti.
Vattimova filozofija je nadaljevanje filozofije Martina Heideggerja (kritika temeljev) ter hermenevtične filozofije nemškega hermenevtika in njegovega učitelja Hansa-Georga Gadamerja. A morda bi kot največji vpliv lahko izpostavili Neitzschejevo misel, zlasti njegovo »odkritje 'laži', odkritje, da so domnevne 'vrednote' in metafizične strukture zgolj igra sil« , odkritje, ki upravičuje Vattimov pojem šibke misli.

### Dela, prevedena v slovenščino
- Konec moderne, Literarno-umetniško društvo Literatura, Ljubljana, 1997. (COBISS)
- Mislim, da verujem : je mogoče biti kristjan kljub Cerkvi?, KUD Logos, Ljubljana, 2004. (COBISS)
- Filozofska karta 20. stoletja : tehnika in eksistenca, Sophia, Ljubljana, 2004. (COBISS)